# Flughafen Hakodate

i7
i11
i13
Der Flughafen Hakodate (japanisch 函館空港 Hakodate Kūkō, IATA-Code: HKD, ICAO-Code: RJCH) ist ein Regionalflughafen der japanischen Stadt Hakodate. Er liegt etwa acht Kilometer östlich der Stadt Hakodate. Der Flughafen Hakodate gilt nach der japanischen Gesetzgebung als Flughafen 2. Klasse.

## Geschichte
Der Flughafen Hakodate wurde 1961 eröffnet. Am 6. September 1976 desertierte der sowjetische Testpilot Viktor Belenko in den Westen, indem er mit einer MiG-25 Foxbat auf dem Hakodate-Flughafen landete.

## Zwischenfälle
- Am 3. Juli 1971 flog eine NAMC YS-11 auf dem Toa-Domestic-Airlines-Flug 63 vor der Landung in Hakodate gegen den Berg Yokotsu-dake. Bei dem Unfall kamen alle 68 Insassen ums Leben.